# Zeche Helene Tiefbau
Die Zeche Helene Tiefbau war ein Bergwerk in Heven. Die Zeche war auch unter dem Namen Zeche Helena Tiefbau bekannt und ist aus der Konsolidation mehrerer Bergwerke entstanden.

## Bergwerksgeschichte
Im Jahr 1869 konsolidierten die Zechen Helena, Heinrich und Vereinigte Rosenthal zur Zeche Helene Tiefbau. Die Berechtsame umfasste vier Geviertfelder, und zwar die Geviertfelder Rosenthal und Helena I bis III sowie das Längenfeld Heinrich. Außerdem war der Tiefbauschacht Helene vorhanden. Im Schacht war bei einer Teufe von 147 Metern (−23 Meter NN) die 2. Sohle angesetzt. Aufgrund starker Wasserzuflüsse mussten auf der 2. Sohle Dammtüren eingebaut werden. Im Jahr 1871 kam es durch weitere Fehlaufschlüsse zu erhöhten Wasserzuflüssen. Im Jahr 1872 wurde der Schacht Helene tiefer geteuft und bei einer Teufe von 225 Metern (−101 Meter NN) die 3. Sohle angesetzt. Durch einen Tagesbruch kam es erneut zu erhöhten Wasserzuflüssen. Dies führte dazu, dass das Grubengebäude fast absoff.  Im Jahr 1873 war nur noch ein eingeschränkter Betrieb möglich, die Grubenbaue mussten gesümpft werden, erst im darauffolgenden Jahr war wieder der volle Förderbetrieb möglich. Im Jahr 1882 wurde bei einer Teufe von 316 Metern (−191 Meter NN) die 4. Sohle angesetzt. Im Jahr 1883 kam es zur Konsolidation zur Zeche Vereinigte Helene-Nachtigall.

## Förderung und Belegschaft
Die ersten bekannten Förder- und Belegschaftszahlen stammen aus dem Jahr 1869, damals waren 236 Bergleute auf dem Bergwerk beschäftigt, die eine Förderung von 29.637 Tonnen Steinkohle erbrachten. Im darauffolgenden Jahr stieg die Förderung auf nahezu 52.000 Tonnen, diese Förderung wurde von 218 Bergleuten erbracht. Aufgrund des eingeschränkten Betriebes konnten im Jahr 1873 mit 201 Bergleuten nur 11.111 Tonnen Steinkohle gefördert werden. Im Jahr 1875 wurden mit 229 Bergleuten 51.366 Tonnen Steinkohle gefördert. Die letzten bekannten Förder- und Belegschaftszahlen des Bergwerks stammen aus dem Jahr 1880, in diesem Jahr wurden mit 247 Bergleuten 56.149 Tonnen Steinkohle gefördert.